# Ronald Girones
Ronald Girones (ur. 10 maja 1983) – kubański judoka. Olimpijczyk z Pekinu 2008, gdzie zajął 21 miejsce w wadze lekkiej.
Uczestnik mistrzostw świata w 2007 i 2011. Startował w Pucharze Świata w latach 2006-2009. Brązowy medalista igrzysk panamerykańskich w 2007 i 2011. Triumfator igrzysk Ameryki Środkowej i Karaibów w 2006. Zdobył sześć medali na mistrzostwach panamerykańskich w latach 2006 - 2012. 

## Letnie Igrzyska Olimpijskie 2008
| Konkurencja | Eliminacje          | Klas. końcowa |
| Konkurencja | Przeciwnik I        | Miejsce       |
| ----------- | ------------------- | ------------- |
| 73 kg       | Kim Chol-su (PRK) P | 21.           |